# Euclea sekhukhuniensis
Euclea sekhukhuniensis là một loài thực vật có hoa trong họ Thị. Loài này được Retief, S.J.Siebert & A.E.van Wyk mô tả khoa học đầu tiên năm 2008.